# Алгамитас
Алгамитас (на испански: Algámitas) е населено място и община в Испания. Намира се в провинция Севиля, в състава на автономната област Андалусия. Общината влиза в състава на района (комарка) Сиера Сур де Севиля. Заема площ от 21 km². Населението му е 1346 души (по преброяване от 2010 г.). Разстоянието до административния център на провинцията е 110 km.

## Демография
| 1996 | 1998 | 1999 | 2000 | 2001 | 2002 | 2003 | 2004 | 2005 | 2006 |
| ---- | ---- | ---- | ---- | ---- | ---- | ---- | ---- | ---- | ---- |
| 1412 | 1377 | 1382 | 1373 | 1378 | 1371 | 1360 | 1347 | 1337 | 1330 |